# منطقة دواس
دواس رمزها «DE» (بالإنجليزية: Dewas)‏ ، هو تقسيم إداري لدولة الهند تتبع ولاية مدية برديش (بالإنجليزية: Madhya  Pradesh)‏ ، مركزها هو مدينة دواس (بالإنجليزية: Dewas)‏ عدد سكانها حسب تعداد سنة 2001 هو 1,306,617 ، مساحتها 7,020 كم² وكثافة السكان 186 لكل كم² .